# Glauconycteris
Glauconycteris (Dobson, 1875) è un genere di pipistrelli della famiglia dei Vespertilionidi, comunemente noti come pipistrelli farfalla.

## Descrizione

### Dimensioni
Al genere Glauconycteris appartengono pipistrelli di piccole e medie dimensioni, con lunghezza della testa e del corpo tra 35 e 68 mm, la lunghezza dell'avambraccio tra 35 e 50 mm, la lunghezza della coda tra 35 e 55 mm e un peso fino a 15 g.

### Caratteristiche craniche e dentarie
Il cranio presenta un rostro molto corto e largo, mentre la scatola cranica è molto alta. Le linee alveolari sono molto brevi. 
Sono caratterizzati dalla seguente formula dentaria:

### Aspetto
Il colore del corpo varia dal giallastro al bruno-nerastro, talvolta con delle macchie biancastre sul dorso. Le parti ventrali sono generalmente più chiare. Alcune forme hanno una vistosa venatura scura sulle membrane alari semi-trasparenti. Il muso è corto, largo e appiattito, con la fronte molto alta. Le orecchie sono di dimensioni variabili, con un trago affusolato e un lobo antitragale distinto, il quale si estende in avanti fino a congiungersi con un lobo posizionato sull'angolo posteriore del muso, similmente alle specie del genere  Chalinolobus. Il trago è corto e curvato in avanti. La coda è lunga ed è inclusa completamente nell'ampio uropatagio. La tibia è relativamente più lunga rispetto agli altri membri della famiglia. La seconda falange del terzo dito è più lunga della prima.

## Distribuzione
Il genere è diffuso nell'Africa subsahariana.

## Tassonomia
Il genere comprende 11 specie.
Il cranio presenta una regione frontale leggermente concava.
Le membrane alari hanno un reticolo più scuro.
Glauconycteris gleni
Glauconycteris machadoi
Glauconycteris variegata
Le membrane alari sono prive di un reticolo più scuro.
Glauconycteris alboguttata
Glauconycteris argentata
Glauconycteris beatrix
Glauconycteris egeria
Glauconycteris humeralis
Glauconycteris kenyacola
Il cranio presenta una regione frontale fortemente concava.
Glauconycteris curryae
Glauconycteris poensis